# Apprentissage collaboratif
Dans le domaine de l'apprentissage et de la gestion communautaire des savoirs, la collaboration repose sur un but commun, chaque membre réalisant une part de la tâche globale, en puisant dans les ressources de l'environnement (mémoire organisationnelle), dans ses ressources propres (compétence individuelle) et dans celles du groupe : on parle alors de communauté de pratique voire de communauté d'apprentissage et d'apprentissage collaboratif.
Les TICE (Technologies de l'Information et de la Communication pour l'Éducation) et l'apparition de plates-formes virtuelles d'apprentissage collaboratif (Claroline...), ainsi que de nouveaux outils (logiciel Wiki par exemple) ou de produits (dont Wikipédia) permettent aujourd'hui d'intégrer des interactions interpersonnelles et de produire un nouveau mode de travail, basé sur un esprit de communauté (parfois dite « virtuelle ») dans un esprit collaboratif.

## Définition
L'apprentissage collaboratif est une démarche active réalisée par un groupe d'apprenants avec l'aide d'un formateur facilitateur où chacun des apprenants va pouvoir bénéficier des connaissances des autres et ainsi atteindre leur but commun. Cet apprentissage permet la progression et la construction individuelle mais aussi collective(voir aussi : Communauté d'apprentissage)

## Distinctions: coopération vs collaboration
La principale distinction est le degré d'autonomie et de maturité des apprenants face à leur apprentissage selon qu'ils soient en coopération ou en collaboration. On en conviendra donc que le terme "collaboration" représentera majoritairement des apprenants adultes.
Le but d'un apprentissage coopératif est de développer l'autonomie et la maturité des apprenants afin de développer leur esprit de collaboration.
En coopération le but à atteindre est le même pour tous et il va devoir être atteint grâce à la complémentarité de la réalisation individuelle de chaque apprenant ; on assiste à un partage des tâches tandis qu’en collaboration le but est partagé par le groupe. Chaque apprenant, individuellement va faire en sorte d’atteindre ce but en s’aidant des ressources disponibles dans son environnements, y compris le groupe qui devient alors un réel soutien pour chaque individu. En collaboration, les apprenants vont également pouvoir atteindre leur but et objectifs personnels ce qui donne un sens à leur formation.

## Apport
Ces outils permettent un apprentissage collaboratif et à distance. Ils importent dans le domaine de l'éducation des valeurs qui ne lui sont pas inhérentes et permettent de le faire évoluer : solidarité, absence de hiérarchie, coopération.
Selon Henri, F. et Lundgren-Cayrol, K. (2001), l'apprentissage collaboratif selon l'approche constructiviste se sert des interactions de groupe et d’un « retour sur le processus qui conduit autant le groupe que l'apprenant à élaborer des représentations et des connaissances nouvelles ». Grâce à l'implication de chaque apprenant ainsi qu'à l'analyse et la mise en relation des connaissances, l'apprenant assure un apprentissage durable.
À partir du socioconstructiviste où l'apprenant est actif dans la construction de ses apprentissages et apprend en interaction avec les autres et son environnement, il va alors être question de la prise de conscience de l'apprenant de ses propres représentations et la construction de nouvelles à partir de la confrontation des points de vue entre pairs ou même avec le formateur. En effet, chaque apprenant à des connaissances différentes et des habiletés cognitives diverses à apporter au groupe ce qui rend les interactions plus riches et permet donc une évolution plus rapide vers l’atteinte du but commun. Les interactions vont donc provoquer un processus de négociation.
L’étude de Cosnefroy, L. et Lefeuvre, S. (2018) montre à travers le regard d’étudiants les réels apports d’un travail collaboratif selon eux :
- Préparation à leur profession : la gestion d'un travail de groupe peut être comparable à un travail d'équipe qu'ils auront sans doute à gérer par le futur.

- Améliorer leurs compétences : cette collaboration permet aux étudiants d'apprendre davantage en collaborant avec les autres.

- Développement personnel : les échanges permettent de se décentrer intellectuellement et de voir qu'il y a d'autres représentations possibles, de prendre du recul.

- Socialisation : il est possible de créer des liens.

- Soutien de la motivation : en cas de démotivation d’un apprenant, les autres vont pouvoir le remotiver et le soutenir dans la réalisation du travail.

## Limites
Ces outils peuvent également être utilisés par un petit groupe, sans volonté d'intérêt général ou de partage de l'information, au profit d'un intérêt particulier.
Créer une situation d’apprentissage collaboratif est un processus qui doit être pensé pour que les étudiants apprennent davantage à l’aide de leurs pairs et qu’ils s’ouvrent à la collaboration afin d’avoir la capacité de confronter ses idées à celles des autres. Cependant, selon Meirieu (2010) dans l’article de Mignot (2015), il ne faut pas en abuser au risque que les apprenants ne soient plus en mesure de s’investir individuellement dans leurs recherches pour leurs travaux individuels.
De plus, si les tâches sont inadaptées aux travaux de groupe, c’est-à-dire trop peu complexe ; Pour y remédier il va donc falloir que le formateur redéfinisse ses objectifs afin de rendre la tâche suffisamment complexe pour qu’elle induise un travail en groupe.

### Leconflit sociocognitif
La négociation entre les apprenants peut les amener à des désaccords. Si les conflits que l’on appelle conflits sociocognitifs sont bien menés alors ils vont permettre d’améliorer la prise de décision et la créativité des groupes puisque ce processus va développer l’esprit critique des membres du groupe. Cependant, cela peut vite limiter les apprentissages si le mode de résolution du désaccord n’est pas cognitif c’est-à-dire, centré sur la résolution du problème en faisant progresser la discussion mais qu’il est relationnel. En utilisant le mode relationnel, les apprenants vont être dans la comparaison des compétences de chacun. C’est le principe de la coopétition ou les apprenants vont alors devenir concurrents. Buchs et al. (2008) déterminent donc deux modes de régulation inadaptés ; d’une part la complaisance où l’apprenant va se soumettre à l’avis d’un autre membre du groupe et d’autre part la compétition où cette fois-ci, l’apprenant va confirmer et imposer son point de vue en invalidant celui de son collègue. En essayant de montrer qu’il peut être plus compétent que lui.
Ainsi, pour régler les conflits sociocognitifs il faut être vigilant à ce que les apprenants prennent du recul sur la situation et sur leurs représentations pour ensuite qu’ils usent de leur esprit critique pour trouver ensemble la meilleure solution au problème. Ils vont ainsi pouvoir construire et développer leurs connaissances grâce à la collaboration.

### Manque d'implication d'un ou plusieurs membres du groupe
Les apprenants doivent apprendre à gérer ce genre de problème. C’est aussi le travail du formateur de s’assurer que les apprenants aient reçu des consignes claires. Le formateur doit les prévenir sur le processus à suivre en cas de non- implication d’un étudiant.

### Un leader
Dans un groupe si un apprenant s’impose trop cela peut vite rendre les autres inactifs ou encore réduire les interactions pourtant si précieuses en collaboration. Répartir les rôles de chacun en début d’apprentissage collaboratif peut être une solution.

### La flânerie sociale
Au sein du groupe, tous les membres ne vont pas s’impliquer de la même manière dans la tâche car selon eux, les autres vont réussir quand même. On les appelle donc des « flâneurs ». Dans ce cas précis, il est évident que les apprenants ne vont pas être en situation d’apprentissage.

## Le numérique
| Avantages | Inconvénients                                              |
| --- | ---------------------------------------------------------- |
| La flexibilité (asynchrone, synchrone) | Présence sociale : perte des mimiques, gestuelle, attitude |
| Participation de tous, documents partageables en ligne; exemple: le drive, enregistrements audio ou visuels... |                                                            |
| Même si l'apprentissage collaboratif ne se résume pas à des situations d'apprentissage à distance, il est pertinent d'en évoquer les enjeux. Le numériques apporte des ressources mais également des contraintes spécifiques notamment des compétences numériques mais aussi des efforts supplémentaires d'engagement dans la collaboration et tenter de ne pas perdre leur sentiment d'appartenance au groupe d'après Burge (1994) dans l'article d'Henri, F. et Lundgren-Cayrol, K. (p71, 2001) |                                                            |

## Lien
- Claroline : Plate-forme d'apprentissage en ligne